# Mikołaj Rogoziński
Mikołaj Rogoziński herbu Oksza (zm. przed 1 lipca 1600 roku) – cześnik kaliski w latach 1596–1599. 
W czasie elekcji 1587 roku głosował najpierw na Piasta, potem na Zygmunta Wazę.
Miał syna Jana i Bartłomieja.